# Chiesa di Sant'Egidio (Campodenno)
La chiesa di Sant'Egidio è la parrocchiale di Quetta, frazione di Campodenno, in Trentino. Fa parte della zona pastorale delle Valli del Noce e risale al XIV secolo.

## Storia

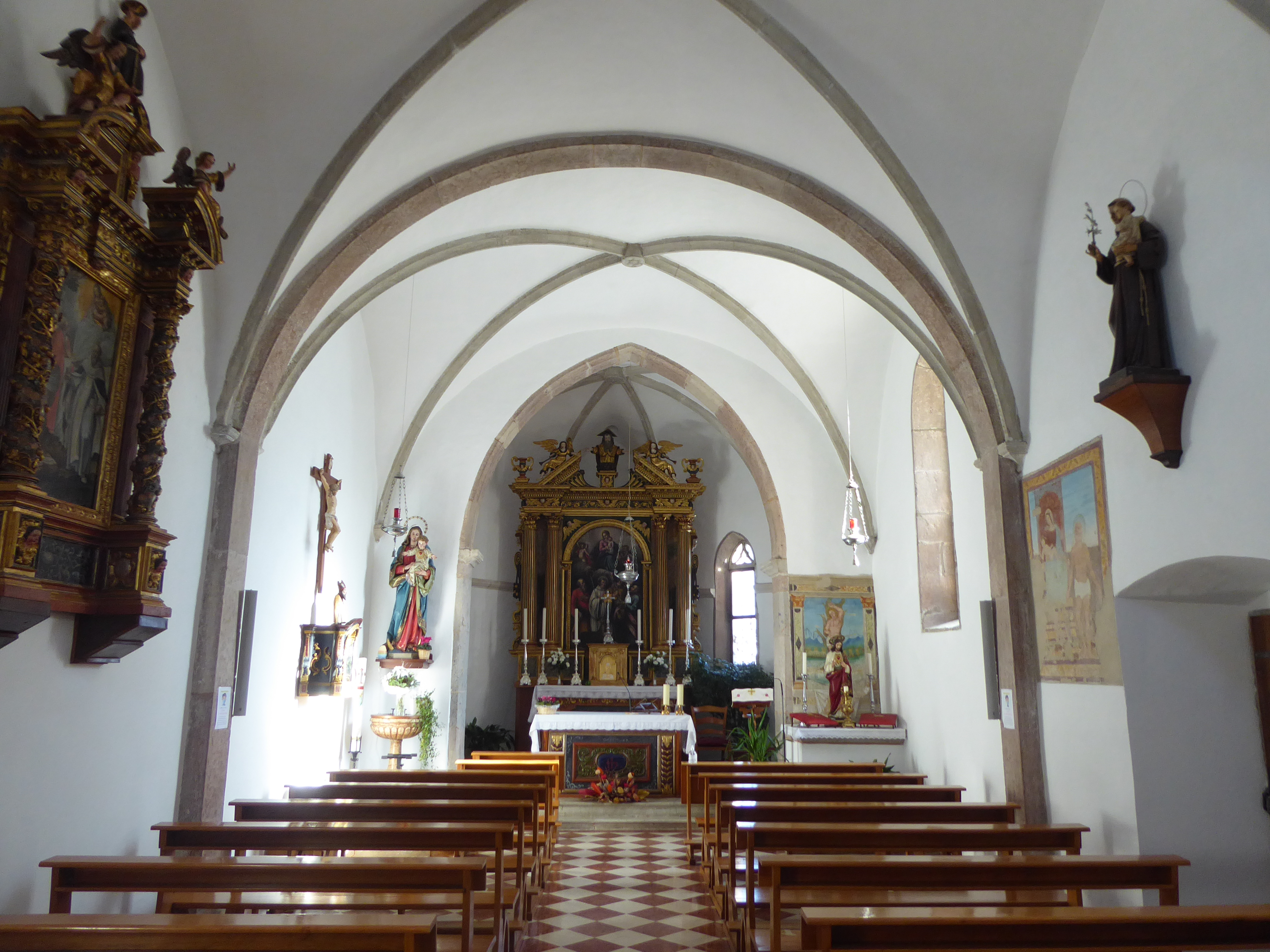
Interno

A Quetta un luogo di culto era quasi certamente presente sin dal 1329, come riporta Giangrisostomo Tovazzi, ed era intitolato ai santi Re Magi. Questo primitivo tempio venne quasi completamente ricostruito nei primi anni del XVI secolo e subito dopo ne vennero decorati gli interni. Di quelle opere a fresco restano la pala dell'altare laterale a destra e un riquadro sulla parete sullo stesso lato.
Negli atti relativi a una visita pastorale compiuta nel territorio dal cardinale e principe vescovo di Trento Bernardo Clesio nel 1537 venne ricordata nel paese una cappella dedicata a Sant'Egidio, quindi almeno da quella data l'intitolazione era già quella che ci è pervenuta. È probabile che la nuova intitolazione fosse legata alla famiglia dei de Liliis (Gigli/Gilli/Zilli), infatti il nome Egidio ricorre più volte nella seconda metà del Quattrocento e lo stesso Antonio de Ziliis di Quetta contribuì alla costruzione della nuova chiesa dei Santi Gervasio e Protasio a Denno, dove compare lo stemma della sua famiglia.
Visite pastorali successive trovarono l'edificio in cattivo stato e ne disposero i necessari interventi, in particolare riguardanti le decorazioni degli altari.
Nel 1641 la chiesa divenne primissaria curata della pieve di Denno col beneficio garantito da Antonio de Federicis per un sacerdote stabile. La visita pastorale del 1766 ordinò di realizzare alcuni interventi riguardanti la sistemazione dell'accesso alla torre campanaria ("al campanile si ponga un rastello per preservarlo dalle immondezze, che tramandano cattivo odore persino nella chiesa") e del camposanto, ingombro di sassi caduti da un edificio in rovina ad esso addossato sul lato nord e in cui "vi entrano le bestie a pascolare".
Nella prima metà del XIX secolo gli interni vennero imbiancati, con la conseguente perdita di alcuni affreschi cinquecenteschi e il cimitero, originariamente posizionato intorno alla chiesa, venne trasferito nel 1836 in un luogo più lontano dall'edificio per evitare occasioni di contagi durante un'epidemia di colera.
Nei primi anni del XX secolo, su iniziativa di don Luigi Deromedis (a Quetta dal 1906 al 1916) l'antica sacrestia fu demolita e ricostruita più grande. Durante tali lavori fu distrutta l'originale pala d'altare dei Magi, poi ricostruita. In seguito l'intero edificio venne ampliato con l'allungamento della navata, la ricostruzione di un nuovo prospetto principale e di una nuova torre campanaria. Il tempio così rinnovato fu benedetto il 23 gennaio 1913. Nel primo dopoguerra si dovette rifondere una campana che si era crepata e il lavoro fu affidato ai Colbacchini di Trento nel 1934.
Nel secondo dopoguerra fu costruita la cantoria in legno nella controfacciata e negli anni cinquanta si pose mano alla copertura del tetto per alcune riparazioni. L'organo è del 1983.
Ottenne dignità parrocchiale il 27 novembre 1966.

## Descrizione

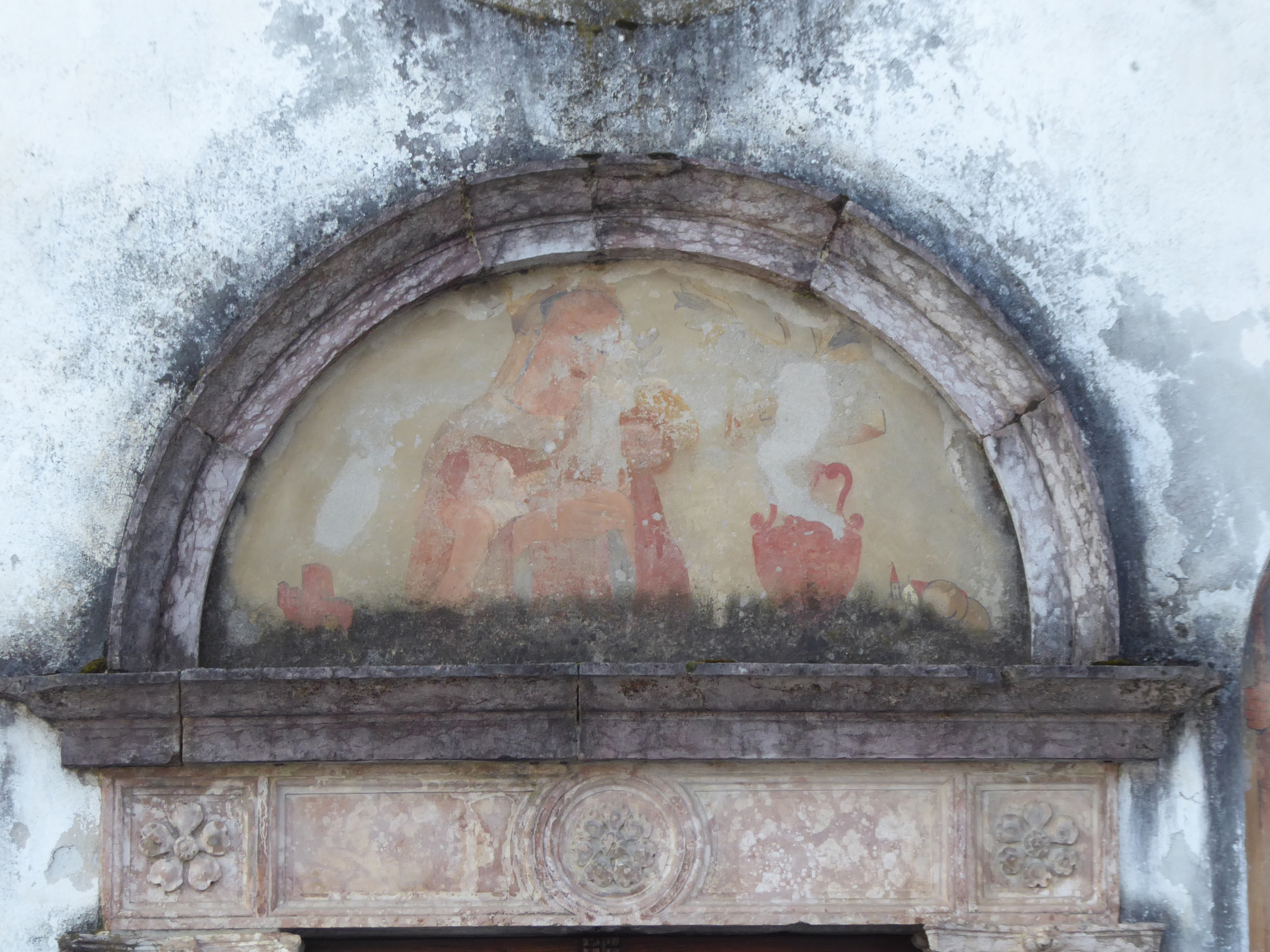
Lunetta del portale

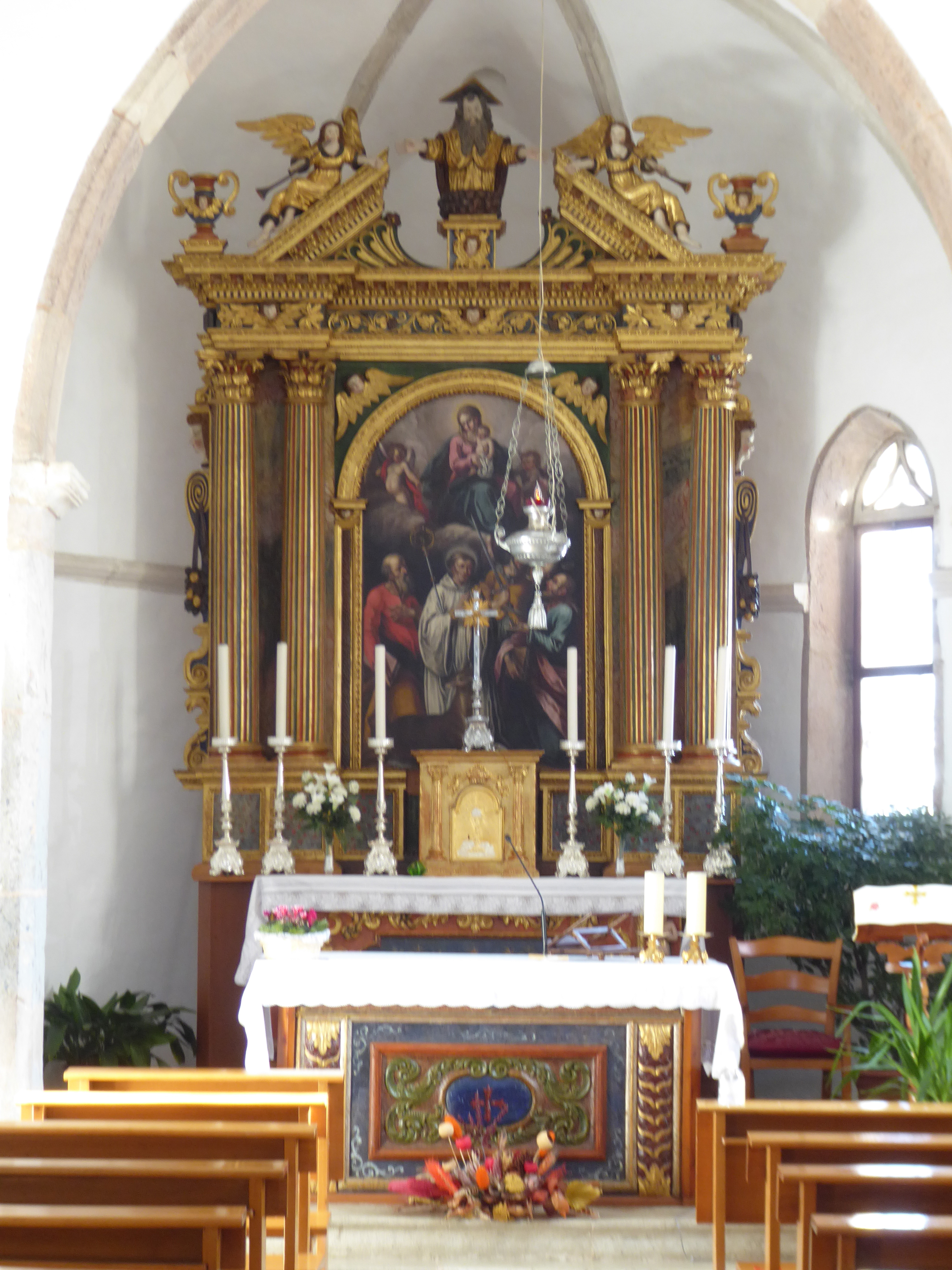
Altare maggiore

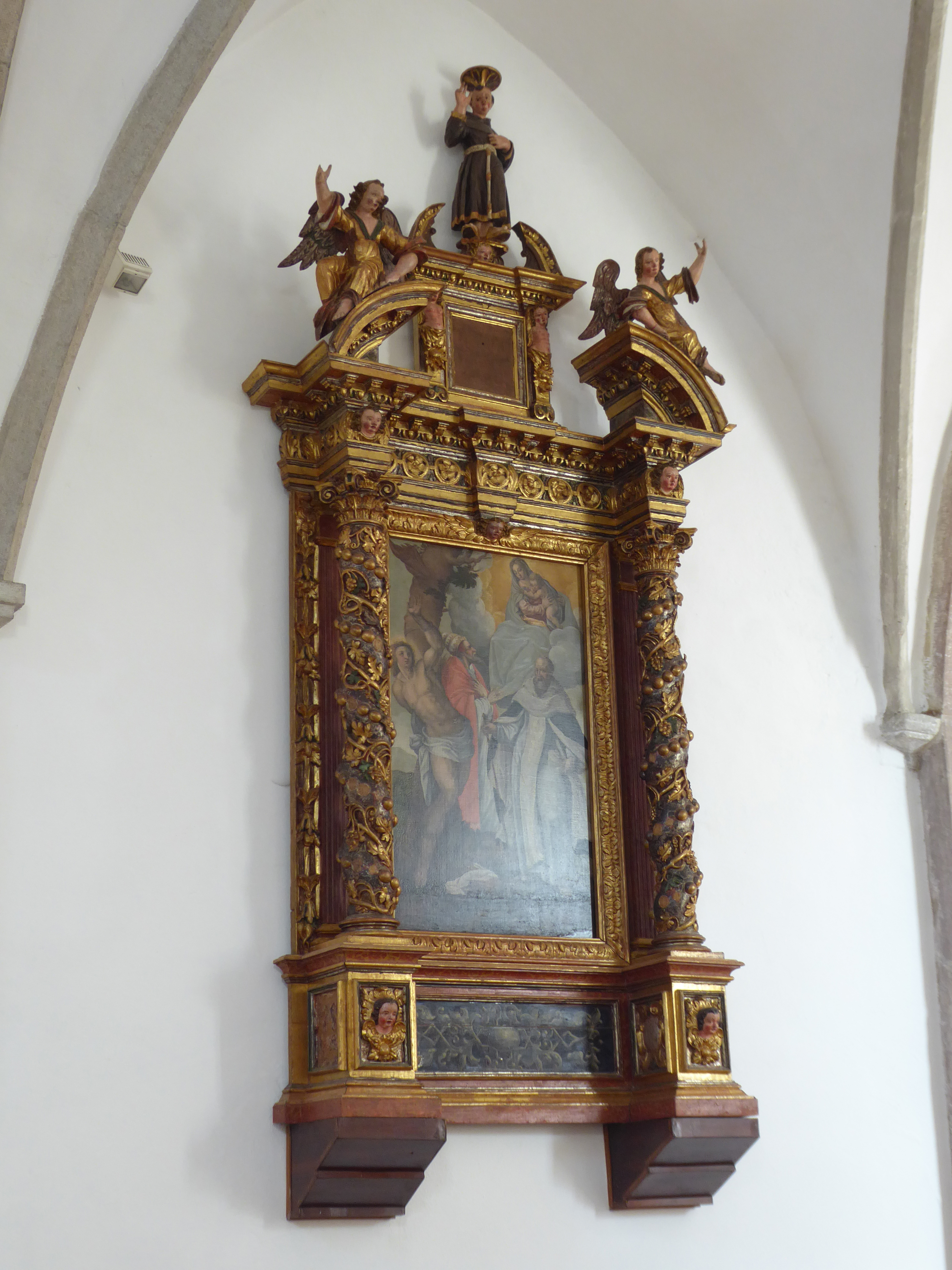
Madonna col Bambino e i santi Sebastiano, Fabiano papa e Antonio

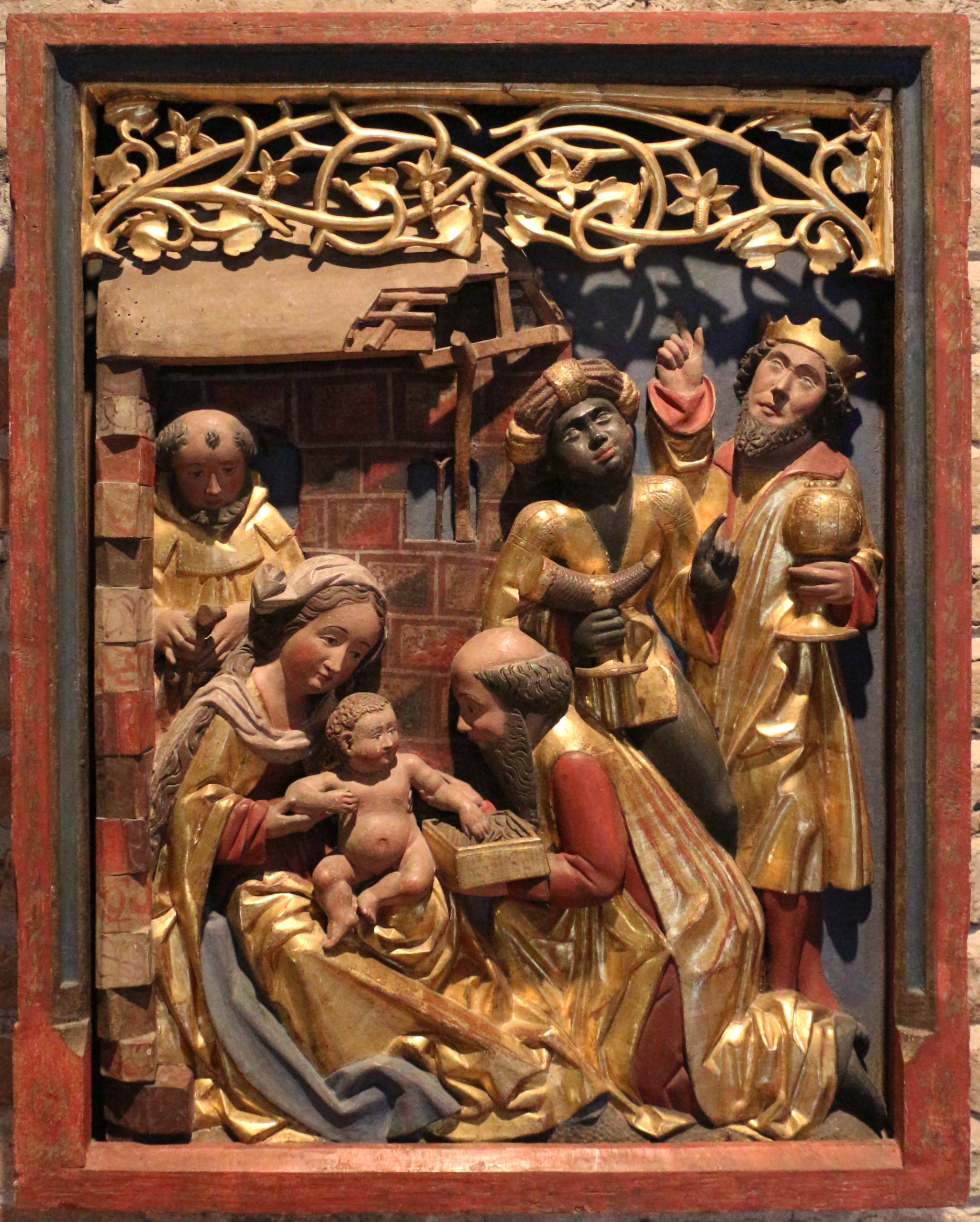
Adorazione dei Magi

### Esterni
La facciata a capanna è semplice con due spioventi, con un portale cinquecentesco dalle decorazioni rinascimentali, come i motivi delle rose e gli eleganti capitelli corinzi. Sopra il portale una lunetta affrescata (cm 70 x 275) da Carlo Donati, intorno al 1923, in cui è raffigurata la Madonna col Bambino, sullo sfondo al margine inferiore sinistro un castello (Castel Belasi) e su quello opposto una piccola chiesa. In alto è presente una finestrella e, a destra della lunetta, una nicchia ogivale (cm 197 x 70), nella quale Donati dipinse il santo titolare della chiesa, in abito monastico con il pastorale e una cerva ai suoi piedi. La torre campanaria si alza al fianco sinistro della facciata. 

### Interni
La chiesa si presenta ad aula unica con campanile al fianco sinistro della facciata. Lo sviluppo longitudinale è a tre campate con volte a crociera, un'abside poligonale e l'arco santo a sesto acuto. Questi elementi, uniti alle aperture ovali (tutte verso meridione), riconducono la chiesa allo stile gotico. Sul lato destro dell'arco santo è incisa la data 1506.
Aveva tre altari consacrati: l'altare maggiore seicentesco in legno policromo, opera di Simone Lenner, dedicato a Sant'Egidio; quello laterale destro ai santi Fabiano e Sebastiano,poi sostituito da un altare dedicato a Sant'Antonio; quello sinistro dedicato ai Re Magi, poi sostituito dalla statua raffigurante la Madonna, scolpita da Giuseppe Obletter della Val Gardena, acquistata con le offerte degli emigrati in America (come si evince dalle scritte sul basamento della statua lignea).
L'altare maggiore ha un'ancona lignea con una doppia coppia di colonne corinzie poggiate su un semplice basamento, che reggono l'architrave con timpano triangolare spezzato. Il motivo decorativo a conchiglia del timpano e la scollatura delle vesti degli angeli hanno permesso agli storici dell'arte di individuare l'autore in Simone Lenner (vedi chiesa di San Giorgio, a Cis). La pala dell'altare maggiore raffigura la Madonna col Bambino e i santi Egidio, Michele Arcangelo, Simone e Giuda Taddeo, che deve risalire al decennio 1640-1650.
Sulla parete sinistra della navata è posto il dipinto raffigurante la Madonna col Bambino e i santi Sebastiano, Fabiano papa e Antonio, che in origine era pala dell'altare laterale destro. Si può datare al 1628, visto che la data è stata trovata sotto il piede destro di sant'Antonio. La storica dell'arte Raffaella Colbacchini assegna la paternità dell'ancona lignea a Pietro Strobl junior. La tela invece è stata attribuita di recente a Fortunato Busetti, al quale dovrebbero essere assegnate altre dieci pale in Val di Non. La data dell'opera ci permette di capire inoltre il motivo per cui nel 1616 l'altare destro ancora era dedicato a San Sebastiano, poi nel 1679 a sant'Antonio. Sopra la mensa dell'altare destro, prima coperto dalla Madonna col Bambino, si può vedere un affresco raffigurante San Sebastiano legato all'albero colpito dalle frecce. Sulla cornice spicca la raffigurazione del Velo della Veronica. Sulla parete destra dell'aula è presente il secondo riquadro affrescato, anche questo di un autore ignoto, raffigurante la Madonna in trono col Bambino e un santo penitente, che potrebbe essere identificato nell'anacoreta Onofrio.
Una tavola a rilievo ligneo dell'Adorazione dei Magi, conservata dal 1974 presso il Museo diocesano tridentino, era collocata sull'altare laterale sinistro, intitolato per questo ai Re magi (non più titolari dell'edificio). La tavola fu eseguita tra il 1511 (per via delle influenze dell'Adorazione dei Magi di Albrecht Dürer) e il 1514, data che si trova sul retro dell'opera, con la firma di un certo "Anthonius de Clesio". Sotto un edificio in rovina si svolge la scena: a sinistra la Vergine col Bambino, alle cui spalle si trova San Giuseppe e a destra i tre magi, compreso Baldassarre con la carnagione scura (come in altre raffigurazioni fiamminghe o tedesche). Il corno di Baldassarre e il gesto di Gesù che allunga la mano toccando il dono di Gaspare sono particolari che si riscontrano anche nell'altare a portelle della chiesa di Madonna di Campiglio, località dalla quale dipendevano i monaci del vicino Maso Sant'Angelo. Carlo Donati dipinse inoltre all'interno, nel presbiterio, le effigi (cm 240 x 74) dei due apostoli contitolari della chiesa, san Simone e Giuda Taddeo. Grazie a un documento del 1924 dell'archivio parrocchiale sappiamo che oltre a questi due dipinti giunti a noi, vi erano anche raffigurati san Vigilio, protettore della Diocesi di Trento, oltre ai dodici apostoli, quattro per ogni arcata, con otto angeli decoratori. Questo ciclo più ampio si scialbò col tempo e la tinteggiatura del 1970 lo cancellò completamente.
Sopra le mensole a metà dell'aula sono presenti le statue raffiguranti il Sacro Cuore di Gesù e sant'Antonio da Padova, oltre alle tappe della Via Crucis sulle pareti.